# Hongarije op de Olympische Zomerspelen 1936

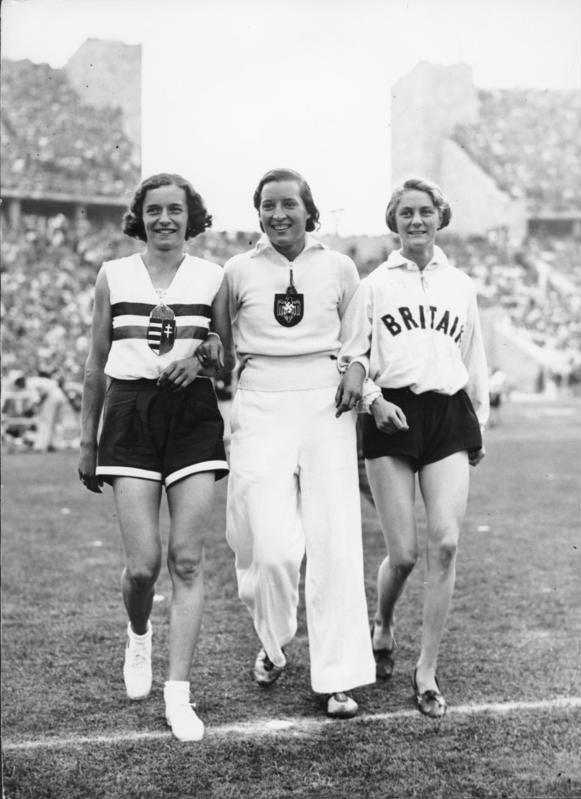
Goudenmedaillewinnares Ibolya Csák (links)

Hongarije nam deel aan de Olympische Zomerspelen 1936 in Berlijn, Duitsland.

## Medailleoverzicht
| Sport        | Olympiër | Discipline                 | Medaille |
| ------------ | --- | -------------------------- | -------- |
| Atletiek     | Ibolya Csák | hoogspringen (v)           | Goud     |
| Boksen       | Imre Harangi | -61,2kg (m)                | Goud     |
| Schermen     | Endre Kabos | sabel (m)                  | Goud     |
| Schermen     | Pál Kovács Tibor Berczelly Imre Rajczy Aladár Gerevich Endre Kabos László Rajcsányi                                                        | sabel team (m)             | Goud     |
| Schermen     | Ilona Elek | floret (v)                 | Goud     |
| Waterpolo    | Kálmán Hazai Márton Homonnai Oliver Halassy Jenő Brandi Mihály Bozsi János Németh István Molnár György Kutasi Sándor Tarics Miklós Sárkány | mannen                     | Goud     |
| Worstelen    | Ödön Zombori | -56kg vrije stijl (m)      | Goud     |
| Worstelen    | Károly Kárpáti | -66kg vrije stijl (m)      | Goud     |
| Worstelen    | Márton Lõrincz | -56kg Grieks-Romeins (m)   | Goud     |
| Zwemmen      | Ferenc Csik | 100m vrije slag (m)        | Goud     |
| Schietsport  | Ralph Berzsenyi | 50m geweer liggend (m)     | Zilver   |
| Paardensport | Jozsef Von Platthy | springconcours individueel | Brons    |
| Schermen     | Aladár Gerevich | sabel (m)                  | Brons    |
| Turnen       | Margit Csillik Margit Kalocsai Ilona Madary Gabriella Meszaros Margit Nagy-Sandor Olga Törös Judith Töth Eszter Voit                       | meerkamp team (m)          | Brons    |
| Worstelen    | József Palotás | -79kg Grieks-Romeins (m)   | Brons    |
| Zwemmen      | Árpad Lengyel Oszkár Abay-Nemes Ödön Gróf Ferenc Csik                                                                                      | 4x200m vrije slag (m)      | Brons    |

## Deelnemers en resultaten

### Atletiek
| Olympiër                                               | Discipline               | Resultaat    | Prestatie                                                                   |
| ------------------------------------------------------ | ------------------------ | ------------ | --------------------------------------------------------------------------- |
| Gábor Gerő                                             | 100m (m)                 | series       | serie 8: 3de in 11,3                                                        |
| Gyula Gyenes                                           | 100m (m)                 | kwartfinale  | serie 4: 1ste in 10,7 kwartfinale 1: 5de                                    |
| József Sir                                             | 100m (m)                 | halve finale | serie 7: 2de in 10,8 kwartfinale 2: 3de in 10,7 halve finale 2: 6de in 10,9 |
| Gyula Gyenes                                           | 200m (m)                 | kwartfinale  | serie 4: 2de in 22,1 kwartfinale 4: 4de                                     |
| Mario Minai                                            | 200m (m)                 | series       | serie 8: 5de                                                                |
| József Sir                                             | 200m (m)                 | kwartfinale  | serie 5: 3de in 22,2 kwartfinale 1: 4de in 21,6                             |
| Tibor Ribényi                                          | 400m (m)                 | 28e          | serie 1: 5de in 50,1                                                        |
| József Vadas                                           | 400m (m)                 | 23e          | serie 4: 3de in 49,2                                                        |
| Zoltán Zsitva                                          | 400m (m)                 | 15e          | serie 5: 3de in 49,8 kwartfinale 1: 4de in 49,4                             |
| Miklós Szabó                                           | 800m (m)                 | 12e          | serie 4: 2de in 1.57,8 halve finale 1: 4de in 1.55,1                        |
| Ferenc Temesvári                                       | 800m (m)                 | halve finale | serie 1: 4de in 1.55,0 halve finale 2: 7de                                  |
| József Vadas                                           | 800m (m)                 | halve finale | serie 5: 4de in 1.56,5 halve finale 2: 8ste                                 |
| Mihály Iglói                                           | 1500m (m)                | 14e          | serie 1: 5de in 3.56,0 halve finale 1: 4de in 1.55,1                        |
| Miklós Szabó                                           | 1500m (m)                | 7e           | serie 3: 3de in 3.55,6 finale: 7de in 3.53,0                                |
| János Kelen                                            | 5000m (m)                | series       | serie 2: 10de in 15.35,0                                                    |
| István Simon                                           | 5000m (m)                | series       | serie 1: 9de in 15.25,0                                                     |
| Jenő Szilágyi                                          | 5000m (m)                | series       | serie 3: 9de in 15.20,6                                                     |
| János Kelen                                            | 10000m (m)               | 12e          | 32.01,0                                                                     |
| József Kovács                                          | 400m horden (m)          | 9e           | serie 1: 1ste in 53,7 halve finale 2: 5de in 54,0                           |
| Jenő Szilágyi                                          | 3000m steeplechase (m)   | series       | serie 2: 5de in 9.53,4                                                      |
| Mario Minai Gyula Gyenes József Kovács József Sir      | 4x100m (m)               | 9e           | serie 2: 3de in 42,0                                                        |
| Tibor Ribényi Zoltán Zsitva József Vadas József Kovács | 4x400m (m)               | 6e           | serie 1: 2de in 3.17,0 finale: 6de in 3.14,8                                |
| Henrik Koltai                                          | verspringen (m)          | onbekend     |                                                                             |
| Lajos Somló                                            | hink-stap-springen (m)   | 12e          | 14,60m                                                                      |
| Mihály Bodosi                                          | hoogspringen (m)         | 12e          | kwalificatie: 1ste met 1,85m finale: 12de met 1,85m                         |
| Péter Bácsalmási                                       | polsstokhoogspringen (m) | 6e           | kwalificatie: 1ste met 3,80m finale: 6de met 4,00m                          |
| Viktor Zsuffka                                         | polsstokhoogspringen (m) | 6e           | kwalificatie: 1ste met 3,80m finale: 6de met 4,00m                          |
| József Darányi                                         | kogelstoten (m)          | 12e          | 14,63m                                                                      |
| István Horváth                                         | kogelstoten (m)          | 14e          | 14,32m                                                                      |
| Endre Madarász                                         | discuswerpen (m)         | onbekend     |                                                                             |
| József Várszegi                                        | speerwerpen (m)          | 8e           | kwalificatie: 1ste met 69,7m finale: 8ste met 65,30m                        |
| Zoltán Csányi                                          | tienkamp (m)             | 10e          | 683 punten                                                                  |
| Péter Bácsalmási                                       | tienkamp (m)             | 22e          | 586 punten                                                                  |
|                                                        |                          |              |                                                                             |
| Ibolya Csák                                            | hoogspringen (v)         | Goud         | 1,60m                                                                       |

### Boksen
| Olympiër        | Discipline  | Resultaat | Prestatie |
| --------------- | ----------- | --------- | --- |
| Frigyes Kubinyi | -53,5kg (m) | 9e        | 1ste ronde: vrij 2de ronde: V van ITA Sergo: punten |
| Dezső Frigyes   | -57,2kg (m) | 4e        | 1ste ronde: vrij 2de ronde: W van DEN Madsen: punten kwartfinale: W van CAN Marquart: punten halve finale: V van ARG Casanovas: punten bronzen finale: V van GER Miner: punten   |
| Imre Harangi    | -61,2kg (m) | Goud      | 1ste ronde: vrij 2de ronde: W van SUI Seidel: punten kwartfinale: W van PHI Padilla Jr.: punten halve finale: W van DEN Kops: punten finale: W van EST Stepulov: punten          |
| Imre Mándi      | -66,7kg (m) | 4e        | 1ste ronde: W van ITA Pittori: punten 2de ronde: W van USA Rutecki: punten kwartfinale: V van FIN Suvio: punten                                                                  |
| Lajos Szigeti   | -72,6kg (m) | 9e        | 1ste ronde: vrij 2de ronde: V van TCH Hrubeš: punten |
| Ferenc Nagy     | +79,4kg (m) | 4e        | 1ste ronde: vrij 2de ronde: W van BEL Robbe: punten kwartfinale: W van SWE Tandberg: punten halve finale: V van GER Runge: walk-over bronzen finale: V van NOR Nilson: walk-over |

### Gewichtheffen
| Olympiër      | Discipline | Resultaat | Prestatie                                                                              |
| ------------- | ---------- | --------- | -------------------------------------------------------------------------------------- |
| Jenő Kuti     | -60kg (m)  | 17e       | drukken: 11de met 75kg trekken: 18de met 77,5kg stoten: 18de met 100kg totaal: 252,5kg |
| Gyula Csinger | -75kg (m)  | 16e       | drukken: 15de met 85kg trekken: 16de met 85kg stoten: 16de met 120kg totaal: 290kg     |

### Handbal
| Olympiër | Discipline | Resultaat | Prestatie |
| --- | ---------- | --------- | --- |
| Antal Benda Sándor Cséfai Ferenc Cziráki Miklós Fodor Lőrinc Galgóczi János Koppány Lajos Kutasi Tibor Máté Imre Páli Ferenc Rákosi Endre Salgó István Serényi Sándor Szomori Gyula Takács Antal Újváry Ferenc Velkey | mannen     | 4e        | groep A: 2de V van Duitsland: 0-22 W van Verenigde Staten: 7-2 finale groep: 4de V van Duitsland: 6-19 V van Oostenrijk: 7-11 V van Zwitserland: 5-10 |

| Groep A |                  |             |             |             |             |            |            |            |        |
| #       | Land             | Wedstrijden | Wedstrijden | Wedstrijden | Wedstrijden | Doelpunten | Doelpunten | Doelpunten | Punten |
| #       | Land             | G           | W           | G           | V           | V          | T          | Saldo      | Punten |
| 1       | Duitsland        | 2           | 2           | 0           | 0           | 51         | 1          | +50        | 4      |
| 2       | Hongarije        | 2           | 1           | 0           | 1           | 7          | 24         | -17        | 2      |
| 3       | Verenigde Staten | 2           | 0           | 0           | 2           | 3          | 36         | -33        | 0      |

| Ronde      | Datum   | Plaats    | Land | Score            | Land |
| ---------- | ------- | --------- | ---- | ---------------- | ---- |
| Groepsfase |         |           |      |                  |      |
| 6 augustus | Berlijn | Duitsland | 22-0 | Hongarije        |      |
| 8 augustus | Berlijn | Hongarije | 7-2  | Verenigde Staten |      |

| Finale |             |             |             |             |             |            |            |            |        |
| #      | Land        | Wedstrijden | Wedstrijden | Wedstrijden | Wedstrijden | Doelpunten | Doelpunten | Doelpunten | Punten |
| #      | Land        | G           | W           | G           | V           | V          | T          | Saldo      | Punten |
| 1      | Duitsland   | 3           | 2           | 0           | 0           | 45         | 18         | +27        | 6      |
| 2      | Oostenrijk  | 3           | 2           | 0           | 1           | 28         | 23         | +5         | 4      |
| 3      | Zwitserland | 3           | 1           | 0           | 2           | 22         | 32         | -10        | 2      |
| 3      | Hongarije   | 3           | 0           | 0           | 3           | 18         | 40         | -22        | 0      |

| Ronde       | Datum   | Plaats      | Land | Score     | Land |
| ----------- | ------- | ----------- | ---- | --------- | ---- |
| Groepsfase  |         |             |      |           |      |
| 10 augustus | Berlijn | Duitsland   | 19-6 | Hongarije |      |
| 12 augustus | Berlijn | Australië   | 11-7 | Hongarije |      |
| 14 augustus | Berlijn | Zwitserland | 10-5 | Hongarije |      |

### Hockey
| Olympiër | Discipline | Resultaat | Prestatie |
| --- | ---------- | --------- | --- |
| Béla Bácskai Zoltán Berkes Dénes Birkás István Csák László Cseri Béla Háray Gyula Kormos Gusztáv Lifkai Róbert Lifkai Tamás Márffy György Margó Ferenc Miklós Ferenc Szamosi Géza Teleki Zoltán Turcsányi | mannen     | 8e        | groep A: 3de V van Brits-Indië: 0-4 V van Japan: 1-3 W van Verenigde Staten: 3-1 8-9ste plek: W van België: 1-0 |

| Groep A |                  |             |             |             |             |            |            |            |        |
| #       | Land             | Wedstrijden | Wedstrijden | Wedstrijden | Wedstrijden | Doelpunten | Doelpunten | Doelpunten | Punten |
| #       | Land             | G           | W           | G           | V           | V          | T          | Saldo      | Punten |
| 1       | Brits-Indië      | 3           | 3           | 0           | 0           | 20         | 0          | +20        | 6      |
| 2       | Japan            | 3           | 2           | 0           | 1           | 8          | 11         | -3         | 4      |
| 3       | Hongarije        | 3           | 1           | 0           | 2           | 4          | 8          | -4         | 2      |
| 4       | Verenigde Staten | 3           | 0           | 0           | 3           | 2          | 15         | -13        | 0      |

| Ronde      | Plaats      | Land | Score            | Land |
| ---------- | ----------- | ---- | ---------------- | ---- |
| Groepsfase |             |      |                  |      |
| Berlijn    | Brits-Indië | 4-0  | Hongarije        |      |
| Berlijn    | Japan       | 3-1  | Hongarije        |      |
| Berlijn    | Hongarije   | 3-1  | Verenigde Staten |      |

### Kanovaren
| Olympiër                 | Discipline               | Resultaat | Prestatie               |
| ------------------------ | ------------------------ | --------- | ----------------------- |
| Péter Szittya            | K-1 1000m (m)            | 14e       | serie 1: 8ste in 5.08,7 |
| Péter Szittya            | K-1 10000m (m)           | 12e       | 52.16,8                 |
| Gábor Cseh Sándor Gelle  | K-2 1000m (m)            | 12e       | serie 2: 6de in 4.50,7  |
| Gábor Cseh Sándor Gelle  | K-2 10000m (m)           | 12e       | 48.47,5                 |
| István Kolnai Tibor Poór | K-2 10000m vouwkajak (m) | 12e       | 50.46,4                 |

### Moderne vijfkamp
| Olympiër                   | Discipline  | Resultaat | Prestatie    |
| -------------------------- | ----------- | --------- | ------------ |
| Rezső von Bartha           | individueel | 8e        | 67,5 punten  |
| Nándor von Orbán           | individueel | 5e        | 55,5 punten  |
| Lajos von Sipeki-von Balás | individueel | 21e       | 108,5 punten |

### Paardensport
| Olympiër                                            | Discipline  | Resultaat | Prestatie          |
| Dressuur                                            | Dressuur    | Dressuur  | Dressuur           |
| --------------------------------------------------- | ----------- | --------- | ------------------ |
| Pál Kémery                                          | individueel | 26e       | 1250,5 punten      |
| Laszlo von Magasházy                                | individueel | 17e       | 1415,5 punten      |
| Gusztav von Pados                                   | individueel | 14e       | 1424 punten        |
| Pál Kémery Laszlo von Magasházy Gusztav von Pados   | team        | 6e        | 4090,0 punten      |
| Eventing                                            |             |           |                    |
| Ágoston Endrödy                                     | individueel | 5e        | 105,70 strafpunten |
| Lõrinc Jankovich                                    | individueel | 9e        | 154,30 strafpunten |
| István Visy                                         | individueel | DNF       | niet gefinisht     |
| Ágoston Endrödy Lõrinc Jankovich István Visy        | team        | 9e        | 420,9 punten       |
| Springconcours                                      |             |           |                    |
| Ottmar Szepesi                                      | individueel | 33e       | 35 strafpunten     |
| Elemér von Barcza                                   | individueel | DNF       | niet gefinisht     |
| József von Platthy                                  | individueel | Brons     | 8 strafpunten      |
| Ottmar Szepesi Elemér von Barcza József von Platthy | team        | DSQ       | gediskwalificeerd  |

### Polo
| Olympiër                                                                      | Discipline | Resultaat | Prestatie                                                            |
| ----------------------------------------------------------------------------- | ---------- | --------- | -------------------------------------------------------------------- |
| Kálmán Bartalis Istvan Bethlen Tivadar Dienes-Öhm Dezső Kovács Imre Szentpály | polo       | 4e        | 1ste ronde: W van Duitsland: 16-6 bronzen finale: V van Mexico: 2-16 |

### Roeien
| Olympiër | Discipline      | Resultaat | Prestatie                                                                 |
| --- | --------------- | --------- | ------------------------------------------------------------------------- |
| László Kozma | skiff (m)       | 14e       | serie 3: 4de in 7.47,0 herkansingen: 4de in 7.45,9                        |
| Károly Bazini Egon Bazini | dubbel-twee (m) | 7e        | serie 1: 3de in 6.51,9 herkansingen: 3de in 8.05,2                        |
| Károly Győry Tibor Mamusich | twee-zonder (m) | 4e        | serie 2: 1ste in 7.19,0 finale: 4de in 8.25,7                             |
| Károly Győry Tibor Mamusich László Molnár                                                                                        | twee-met (m)    | 10e       | serie 1: 3de in 7.36,5                                                    |
| Ferenc Dobos Frigyes Pabsz Tibor Vadai Gyula Halmay                                                                              | vier-zonder (m) | 8e        | serie 1: 4de in 6.40,7 herkansingen: 3de in 7.57,0                        |
| Miklós Mihó Vilmos Éden Ákos Inotay Alajos Szilassy László Molnár                                                                | vier-met (m)    | 5e        | serie 3: 3de in 6.58,8 herkansingen: 1ste in 8.08,4 finale: 5de in 7.35,6 |
| Pál Domonkos Sándor von Korompay Hugó Ballya Imre Kapossy Antal Szendey Gábor Alapy Frigyes Hollósi László Szabó Ervin Kereszthy | acht (m)        | 5e        | serie 2: 1ste in 6.07,1 finale: 5de in 6.30,3                             |

### Schermen
| Olympiër                                                                            | Discipline      | Resultaat | Prestatie |
| ----------------------------------------------------------------------------------- | --------------- | --------- | --- |
| Béla Bay                                                                            | degen (m)       | 9e        | 1ste ronde groep 1: 4de met 5 overwinningen kwartfinale 3: 2de met 5 overwinningen halve finale 2: 4de met 5 overwinningen finale: 9de met 3 overwinningen             |
| Pál Dunay                                                                           | degen (m)       | 33e       | 1ste ronde groep 2: 4de met 3 overwinningen kwartfinale 1: 9de met 1 overwinning                                                                                       |
| Rezső von Bartha                                                                    | degen (m)       | 23e       | 1ste ronde groep 4: 5de met 5 overwinningen kwartfinale 4: 6de met 3 overwinningen                                                                                     |
| Jenő Borovszki Tibor Székelyhidy Béla Bay Pál Dunay István Bezegh-Huszágh           | degen team (m)  | 15e       | 1ste ronde groep 6: 3de met 0 overwinningen |
| Béla Bay                                                                            | floret (m)      | 9e        | 1ste ronde groep 6: 3de met 3 overwinningen 2de ronde groep 6: 2de met 3 overwinningen kwartfinale 1: 4de met 2 overwinningen halve finale 2: 5de met 3 overwinningen  |
| József Hátszeghy                                                                    | floret (m)      | 11e       | 1ste ronde groep 5: 1ste met 5 overwinningen 2de ronde groep 2: 2de met 3 overwinningen kwartfinale 3: 3de met 3 overwinningen halve finale 1: 7de met 2 overwinningen |
| Lajos Maszlay                                                                       | floret (m)      | 17e       | 1ste ronde groep 3: 2de met 5 overwinningen 2de ronde groep 3: 2de met 3 overwinningen kwartfinale 2: 5de met 2 overwinningen                                          |
| József Hátszeghy Lajos Maszlay Aladár Gerevich Béla Bay Ottó Hátszeghy Antal Zirczy | floret team (m) | 5e        | 1ste ronde groep 6: 2de met 1 overwinning kwartfinale 2: 2de met 1 overwinning halve finale 1: 3de met 1 overwinning                                                   |
| Aladár Gerevich                                                                     | sabel (m)       | Brons     | 1ste ronde groep 1: 1ste met 6 overwinningen kwartfinale 5: 2de met 3 overwinningen halve finale 1: 1ste met 3 overwinningen finale: 3de met 6 overwinningen           |
| Endre Kabos                                                                         | sabel (m)       | Goud      | 1ste ronde groep 2: 1ste met 8 overwinningen kwartfinale 4: 1ste met 5 overwinningen halve finale 2: 1ste met 4 overwinningen finale: 1ste met 7 overwinningen         |
| László Rajcsányi                                                                    | sabel (m)       | 4e        | 1ste ronde groep 4: 2de met 6 overwinningen kwartfinale 1: 2de met 3 overwinningen halve finale 3: 3de met 3 overwinningen finale: 4de met 5 overwinningen             |
| Aladár Gerevich Tibor Berczelly Pál Kovács Endre Kabos László Rajcsányi Imre Rajczy | sabel team (m)  | Goud      | 1ste ronde groep 3: 1ste met 1 overwinning kwartfinale 2: 1ste met 1 overwinning halve finale 2: 1ste met 3 overwinningen finale: 1ste met 3 overwinningen             |
|                                                                                     |                 |           | |
| Erna Bogen-Bogáti                                                                   | floret (v)      | 13e       | 1ste ronde groep 2: 2de met 5 overwinningen kwartfinale 2: 4de met 2 overwinningen                                                                                     |
| Ilona Elek                                                                          | floret (v)      | Goud      | 1ste ronde groep 1: 1ste met 4 overwinningen kwartfinale 4: 3de met 2 overwinningen halve finale 2: 1ste met 5 overwinningen finale: 1ste met 6 overwinningen          |
| Ilona Vargha                                                                        | floret (v)      | 7e        | 1ste ronde groep 4: 3de met 3 overwinningen kwartfinale 3: 3de met 3 overwinningen halve finale 1: 2de met 3 overwinningen finale: 7de met 2 overwinningen             |

### Schietsport
| Olympiër                     | Discipline              | Resultaat | Prestatie                       |
| ---------------------------- | ----------------------- | --------- | ------------------------------- |
| Ralph Berzsenyi              | 50m geweer liggend (m)  | Zilver    | 296 punten                      |
| Zoltán Soós-Ruszka Hradetzky | 50m geweer liggend (m)  | 8e        | 295 punten                      |
| Tibor Tary                   | 50m geweer liggend (m)  | 12e       | 294 punten                      |
| Sándor Tölgyesi              | 50m pistool (m)         | 9e        | 528 punten: (87-88-88-90-90-85) |
| Bertalan Zsótér              | 50m pistool (m)         | 10e       | 525 punten: (87-88-85-84-92-89) |
| Jakab Kőszegi                | 25m snelvuurpistool (m) | onbekend  |                                 |
| László Vadnay                | 25m snelvuurpistool (m) | 10e       | 29 punten                       |
| Dezső von Zirthy             | 25m snelvuurpistool (m) | onbekend  |                                 |

### Schoonspringen
| Olympiër       | Discipline    | Resultaat | Prestatie     |
| -------------- | ------------- | --------- | ------------- |
| László Hidvégi | 3m plank (m)  | 18e       | 107,49 punten |
| László Hódi    | 3m plank (m)  | 22e       | 85,42 punten  |
| László Hidvégi | 10m toren (m) | 18e       | 80,14 punten  |
| László Hódi    | 10m toren (m) | 11e       | 89,25 punten  |

### Turnen
| Olympiër | Discipline               | Resultaat | Prestatie      |
| --- | ------------------------ | --------- | -------------- |
| József Hegedüs | individuele meerkamp (m) | 75e       | 91,998 punten  |
| Gábor Kecskeméti                                                                                                   | individuele meerkamp (m) | 51e       | 97,766 punten  |
| Gyözö Mogyorossy                                                                                                   | individuele meerkamp (m) | 80e       | 89,965 punten  |
| István Pelle | individuele meerkamp (m) | 18e       | 105,566 punten |
| Miklos Péter | individuele meerkamp (m) | 47e       | 99,034 punten  |
| István Sárkány | individuele meerkamp (m) | 64e       | 94,565 punten7 |
| József Sarlós | individuele meerkamp (m) | 71e       | 93,132 punten  |
| Lajos Tóth | individuele meerkamp (m) | 35e       | 101,867 punten |
| József Hegedüs Gábor Kecskeméti Gyözö Mogyorossy István Pelle Miklos Péter István Sárkány József Sarlós Lajos Tóth | individuele meerkamp (m) | 7e        | 396,934 punten |
| |                          |           |                |
| Margit Csillik Margit Kalocsai Ilona Madary Gabriella Mészáros Margit Nagy Olga Törös Judit Tóth Eszter Voit       | individuele meerkamp (v) | Brons     | 499,000 punten |

### Voetbal
| Olympiër | Discipline | Resultaat | Prestatie                    |
| --- | ---------- | --------- | ---------------------------- |
| András Bérczes Gyula Király Gyula Kiss József Berta József Scheidl Kálmán Kovács Lajos von Bohus László Régi Lipót Klauber Mihály Csutorás Pál Lágler | mannen     | 9e        | 1ste ronde: V van Polen: 0-3 |

### Waterpolo
| Olympiër | Discipline | Resultaat | Prestatie |
| --- | ---------- | --------- | --- |
| Kálmán Hazai Márton Homonnai Oliver Halassy Jenő Brandi Mihály Bozsi János Németh István Molnár György Kutasi Sándor Tarics Miklós Sárkány | mannen     | Goud      | groep B: 1ste W van Groot-Brittannië: 10-1 W van Joegoslavië: 4-1 W van Malta: 12-0 halve finale: 1ste W van België: 3-0 W van Frankrijk: 8-0 finale: 1ste G van Duitsland: 2-2 W van Frankrijk: 5-0 |

| Groep B |                  |             |             |             |             |            |            |            |        |
| #       | Land             | Wedstrijden | Wedstrijden | Wedstrijden | Wedstrijden | Doelpunten | Doelpunten | Doelpunten | Punten |
| #       | Land             | G           | W           | G           | V           | V          | T          | Saldo      | Punten |
| 1       | Hongarije        | 3           | 3           | 0           | 0           | 26         | 2          | +24        | 6      |
| 2       | Groot-Brittannië | 3           | 2           | 1           | 0           | 13         | 15         | -2         | 4      |
| 3       | Joegoslavië      | 3           | 1           | 0           | 2           | 11         | 8          | +3         | 2      |
| 4       | Malta            | 3           | 0           | 0           | 3           | 2          | 27         | -5         | 0      |

| Ronde      | Plaats    | Land | Score            | Land |
| ---------- | --------- | ---- | ---------------- | ---- |
| Groepsfase |           |      |                  |      |
| Berlijn    | Hongarije | 10-1 | Groot-Brittannië |      |
| Berlijn    | Hongarije | 4-1  | Joegoslavië      |      |
| Berlijn    | Hongarije | 12-0 | Malta            |      |

| Halve finale |                  |             |             |             |             |            |            |            |        |
| #            | Land             | Wedstrijden | Wedstrijden | Wedstrijden | Wedstrijden | Doelpunten | Doelpunten | Doelpunten | Punten |
| #            | Land             | G           | W           | G           | V           | V          | T          | Saldo      | Punten |
| 1            | Hongarije        | 3           | 3           | 0           | 0           | 21         | 1          | +20        | 6      |
| 2            | België           | 3           | 1           | 1           | 1           | 4          | 5          | -1         | 3      |
| 3            | Nederland        | 3           | 0           | 2           | 1           | 5          | 13         | -8         | 2      |
| 4            | Groot-Brittannië | 3           | 0           | 1           | 2           | 6          | 20         | -14        | 1      |

| Ronde        | Plaats    | Land | Score     | Land |
| ------------ | --------- | ---- | --------- | ---- |
| Halve finale |           |      |           |      |
| Berlijn      | Hongarije | 3-0  | Nederland |      |
| Berlijn      | Hongarije | 8-0  | België    |      |

| Finale |           |             |             |             |             |            |            |            |        |
| #      | Land      | Wedstrijden | Wedstrijden | Wedstrijden | Wedstrijden | Doelpunten | Doelpunten | Doelpunten | Punten |
| #      | Land      | G           | W           | G           | V           | V          | T          | Saldo      | Punten |
| 1      | Hongarije | 3           | 2           | 1           | 0           | 10         | 2          | +8         | 5      |
| 2      | Duitsland | 3           | 2           | 1           | 0           | 14         | 4          | +10        | 5      |
| 3      | België    | 3           | 1           | 0           | 2           | 4          | 8          | -4         | 2      |
| 4      | Frankrijk | 3           | 0           | 0           | 3           | 2          | 16         | -14        | 0      |

| Ronde   | Plaats    | Land | Score     | Land |
| ------- | --------- | ---- | --------- | ---- |
| Finale  |           |      |           |      |
| Berlijn | Hongarije | 2-2  | Duitsland |      |
| Berlijn | Hongarije | 5-0  | Frankrijk |      |

### Wielersport
| Olympiër                                                      | Discipline               | Resultaat | Prestatie                                                                  |
| Baan                                                          | Baan                     | Baan      | Baan                                                                       |
| ------------------------------------------------------------- | ------------------------ | --------- | -------------------------------------------------------------------------- |
| Imre Győrffy                                                  | sprint (m)               | 9e        | serie 7: V van NZL Giles herkansingen: 2de 2de ronde V van DEN Magnussen   |
| László Orczán                                                 | tijdrit (m)              | 5e        | 1.14,0                                                                     |
| Miklós Németh Ferenc Pelvássy                                 | tandem (m)               | DNF       | serie 5: 3de herkansingen: niet gestart                                    |
| István Liszkay Miklós Németh László Orczán Ferenc Pelvássy    | ploegenachtervolging (m) | 7e        | serie 2: 2de in 4.57,8 herkansingen: 2de 2de ronde V van Frankrijk: 5.03,4 |
| Weg                                                           |                          |           |                                                                            |
| István Adorján                                                | wegwedstrijd (m)         | onbekend  |                                                                            |
| János Bognár                                                  | wegwedstrijd (m)         | 16e       | 2:33.08                                                                    |
| István Liszkay                                                | wegwedstrijd (m)         | 16e       | 2:33.08                                                                    |
| Károly Nemes-Nótás                                            | wegwedstrijd (m)         | onbekend  |                                                                            |
| István Liszkay János Bognár István Adorján Károly Nemes-Nótás | wegwedstrijd team (m)    | onbekend  |                                                                            |

### Worstelen
| Olympiër        | Discipline  | Resultaat   | Prestatie |
| Vrije stijl     | Vrije stijl | Vrije stijl | Vrije stijl |
| --------------- | ----------- | ----------- | --- |
| Ödön Zombori    | -56kg (m)   | Goud        | 1ste ronde: W van BEL Laporte 2de ronde: W van ITA Nizzola: 2-1 3de ronde: V van SWE Tuvesson: 0-3 4de ronde: W van TUR Çakiryildiz 5de ronde: W van GER Herbert 6de ronde: W van USA Flood |
| Ferenc Tóth     | -61kg (m)   | 5e          | 1ste ronde: W van TUR Erkan 2de ronde: W van FRA Chasson 3de ronde: V van USA Millard: 0-3 4de ronde: V van FIN Pihlajamäki                                                                 |
| Károly Kárpáti  | -66kg (m)   | Goud        | 1ste ronde: W van FRA Delporte: 3-0 2de ronde: W van AUS Garrard 3de ronde: W van ITA Romagnoli: 3-0 4de ronde: W van FIN Pihlajamäki 5de ronde: W van GER Ehrl                             |
| Kálmán Sóvári   | -72kg (m)   | 11e         | 1ste ronde: V van FIN Pietilä 2de ronde: W van EST Kukk: 2-1 3de ronde: V van SUI Angst |
| János Riheczky  | -79kg (m)   | 7e          | 1ste ronde: W van IND Rasul: 3-0 2de ronde: V van SUI Krebs 3de ronde: W van SWE Lindblom                                                                                                   |
| Ede Virág-Ébner | -87kg (m)   | 7e          | 1ste ronde: W van FIN Lahti: 3-0 2de ronde: V van EST Neo 3de ronde: V van SWE Fridell |
| Grieks-Romeins  |             |             | |
| Márton Lőrincz  | -56kg (m)   | Goud        | 1ste ronde: W van SUI Christen 2de ronde: W van BEL Gilles 3de ronde: W van NOR Stokke: 3-0 4de ronde: V van EST Sikk: 0-3 5de ronde: vrij 6de ronde: W van SWE Svensson: 3-0               |
| Gyula Móri      | -61kg (m)   | 7e          | 1ste ronde: V van POL Szlązak 2de ronde: W van YUG Sestak 3de ronde: W van TCH Janda 4de ronde: V van SWE Karlsson                                                                          |
| József Kálmán   | -66kg (m)   | 14e         | 1ste ronde: V van ROU Borlovan: 1-2 2de ronde: V van TCH Herda: 0-3 |
| Gyula Vincze    | -72kg (m)   | 11e         | 1ste ronde: V van FIN Virtanen 2de ronde: V van EST Puusepp |
| József Palotás  | -79kg (m)   | Brons       | 1ste ronde: W van FRA Pigeot 2de ronde: W van YUG Kis: 3-0 3de ronde: W van TCH Přibyl 4de ronde: vrij 5de ronde: V van GER Schweickert 6de ronde: V van SWE Johansson                      |
| Gyula Bóbis     | -87kg (m)   | 11e         | 1ste ronde: V van TUR Avcioğlu-Çakmak: 0-3 2de ronde: V van LAT Bietags |

### Zeilen
| Olympiër               | Discipline            | Resultaat | Prestatie                       |
| ---------------------- | --------------------- | --------- | ------------------------------- |
| Omoravica von Heinrich | 1-mans olympiajol (m) | 7e        | 102 punten: (12-DNF-9-16-8-4-5) |

### Zwemmen
| Olympiër                                              | Discipline            | Resultaat | Prestatie                                                             |
| ----------------------------------------------------- | --------------------- | --------- | --------------------------------------------------------------------- |
| Oszkár Abay-Nemes                                     | 100m vrije slag (m)   | 15e       | serie 7: 2de in 1.00,2 halve finale 2: 7de in 1.01,1                  |
| Ferenc Csik                                           | 100m vrije slag (m)   | Goud      | serie 1: 2de in 58,3 halve finale 1: 2de in 58,1 finale: 1ste in 57,6 |
| Ödön Gróf                                             | 100m vrije slag (m)   | 18e       | serie 4: 3de in 1.01,3                                                |
| István Angyal                                         | 400m vrije slag (m)   | 28e       | serie 3: 6de in 5.20,7                                                |
| Ödön Gróf                                             | 400m vrije slag (m)   | 11e       | serie 4: 1ste in 4.59,4 halve finale 1: 7de in 5.01,9                 |
| Árpád Lengyel                                         | 400m vrije slag (m)   | 14e       | serie 1: 4de in 4.57,7                                                |
| István Angyal                                         | 1500m vrije slag (m)  | series    | serie 1: 6de                                                          |
| György Erdélyi                                        | 100m rugslag (m)      | 19e       | serie 3: 5de in 1.14,7                                                |
| Elemér Gombos                                         | 100m rugslag (m)      | 17e       | serie 1: 4de in 1.12,4                                                |
| Árpád Lengyel                                         | 100m rugslag (m)      | 21e       | serie 2: 5de in 1.15,2                                                |
| Oszkár Abay-Nemes Ferenc Csik Ödön Gróf Árpád Lengyel | 4x200m vrije slag (m) | Brons     | serie 2: 2de in 9.20,8 finale: 3de in 9.12,3                          |
|                                                       |                       |           |                                                                       |
| Ilona Ács                                             | 100m vrije slag (v)   | 25e       | serie 2: 4de in 1.12,7                                                |
| Vera Harsányi                                         | 100m vrije slag (v)   | 22e       | serie 3: 6de in 1.11,5                                                |
| Magda Lenkei                                          | 100m vrije slag (v)   | 14e       | serie 5: 2de in 1.09,9 halve finale 1: 8ste in 1.12,1                 |
| Ágnes Bíró                                            | 400m vrije slag (v)   | 18e       | serie 5: 4de in 6.14,3                                                |
| Vera Harsányi                                         | 400m vrije slag (v)   | 19e       | serie 1: 5de in 6.14,7                                                |
| Borbála Sóthy                                         | 400m vrije slag (v)   | 15e       | serie 2: 2de in 6.14,8 halve finale 1: 7de in 6.11,2                  |
| Ilona Ács                                             | 100m rugslag (v)      | 17e       | serie 1: 6de in 1.25,8                                                |
| Ilona Ács Ágnes Bíró Vera Harsányi Magda Lenkei       | 4x100m vrije slag (v) | 4e        | serie 1: 4de in 4.50,6 finale: 4de in 4.48,0                          |

Afghanistan · Argentinië · Australië · België · Bermuda · Bolivia · Brazilië · Brits-Indië · Bulgarije · Canada · Chili · Colombia · Costa Rica · Denemarken · Duitsland · Egypte · Estland · Filipijnen · Finland · Frankrijk · Griekenland · Groot-Brittannië · Hongarije · IJsland · Italië · Japan · Joegoslavië · Letland · Liechtenstein · Luxemburg · Malta · Mexico · Monaco · Nederland · Nieuw-Zeeland · Noorwegen · Oostenrijk · Peru · Polen · Portugal · Republiek China · Roemenië · Tsjecho-Slowakije · Turkije · Uruguay · Verenigde Staten · Zuid-Afrika · Zweden · Zwitserland